# بابا (خبز)
بابا (بالصينية: 粑粑) هو نوع من الخبز، يكون سميكاً ومستديراً وثقيلاً، يُحضّر إما عادياً أو مع أنواع مختلفة من الحشوات التي تختلف من شعب ناكسي إلى شعب يونان في الصين. وقد يكون حلو الطعم.